# Herreshoff Manufacturing Company

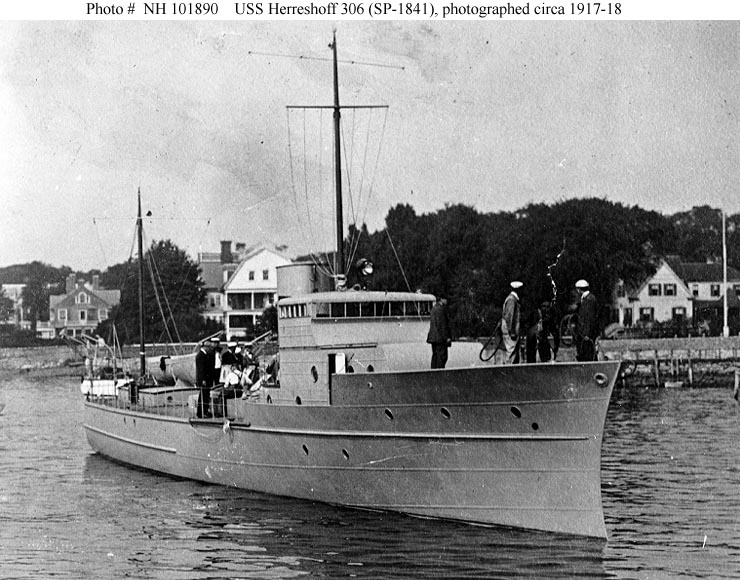
USS Herreshoff Nr. 306

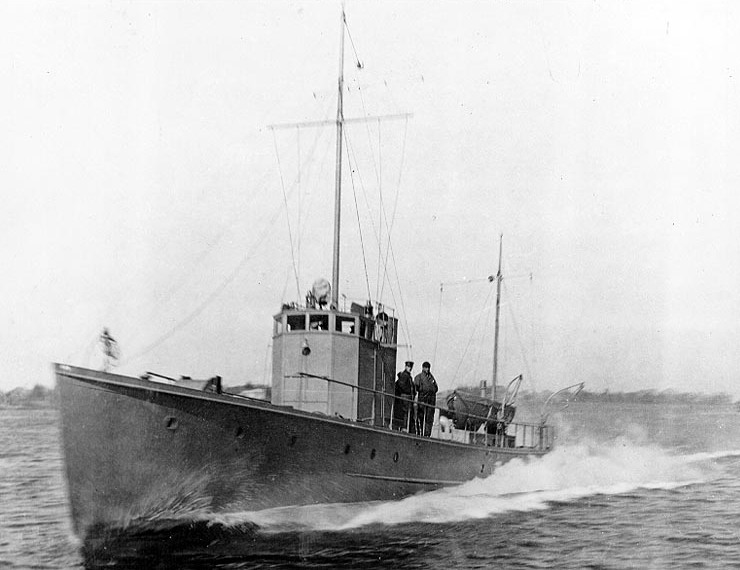
USS Herreshoff Nr. 309

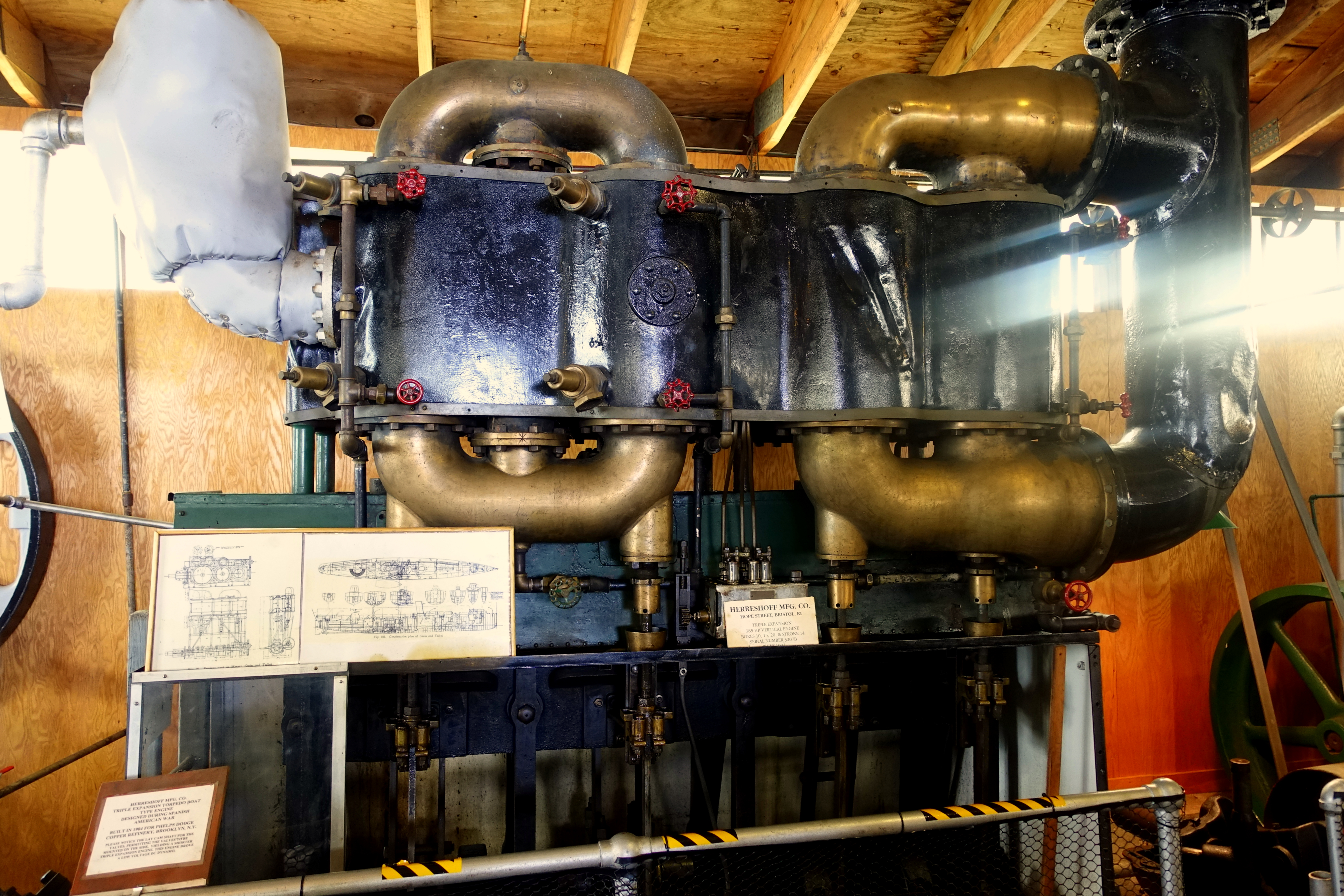
Stationärer Dampfmotor des Unternehmens

Herreshoff Manufacturing Company war ein US-amerikanischer Hersteller von Schiffen.

## Unternehmensgeschichte
Die Brüder John Brown und Nathanael Greene Herreshoff gründeten 1878 das Unternehmen. Der Sitz war in Bristol in Rhode Island. Sie stellten Boote und Schiffe her. Ende 1916 und 1917 entstanden auch einige Automobile. Der Markenname lautete Novara.
R. F. Haffenreffer übernahm 1924 das Unternehmen. 1945 endete die Produktion. 1947 folgte die Liquidation.

## Boote
Boote des Unternehmens gewannen mehrfach den America’s Cup.

## Automobile
Im Angebot standen sportliche Fahrzeuge. Sie hatten einen Vierzylindermotor von Sterling mit OHV-Ventilsteuerung und 1969 cm³ Hubraum. Das Fahrgestell hatte 279 cm Radstand. Der Aufbau war ein offener Roadster mit zwei Sitzen. Die Höchstgeschwindigkeit war mit 112 km/h angegeben. Das Reserverad war nahezu waagerecht am Heck untergebracht und diente gleichzeitig als Stoßstange. Der Neupreis betrug 2750 US-Dollar. Insgesamt entstanden drei Fahrzeuge.